# Карраско, Мигель (футболист)
Мигель Анхель Карраско Рейес (исп. Miguel Ángel Carrasco Reyes; род. 10 июня 2003, Пуэрто-Кортес, Кортес) — гондурасский футболист, полузащитник клуба «Реал Эспанья».

## Клубная карьера
Карраско — воспитанник клуба «Реал Эспанья». 31 января 2020 года в матче против «Гондурас Прогресо» он дебютировал в чемпионате Гондураса. 28 октября 2021 года в поединке против «Гондурас Прогресо» Мигель забил свой первый гол за «Реал Эспанья».

## Международная карьера
В 2019 году в составе юношеской сборной Гондураса Карраско принял участие в юношеском чемпионате КОНКАКАФ в США. На турнире он сыграл в матчах против команд Гайаны, Тринидада и Тобаго и Гаити. В поединке против гаяанцев Мигель забил гол.
В 2022 году Карраско в составе молодёжной сборной Гондураса принял участие в домашнем молодёжном Кубке КОНКАКАФ. На турнире он сыграл в матчах против команд Антигуа и Барбуда, Ямайки, Коста-Рики, Кюрасао, Панамы и США. В поединке против кюрасаосцев Мигель забил гол.